# Szőny
Szőny is een plaats in Hongarije nabij Komárom gebouwd op de plaats waar zich het antieke  Brigetio bevond. Het is de plaats waar keizer Valentinianus I stierf. Szőny heeft een belangrijke olieraffinaderij en is met de olievelden van Megye Zala verbonden door een pijpleiding.